# Jimmy Forrest's Night Train
Jimmy Forrest's Night Train è un album del sassofonista jazz statunitense Jimmy Forrest, pubblicato dalla United Records nel 1955.
L'album fu ristampato (su vinile con il titolo di Night Train) dalla Delmark Records nel 1978, nel 1990 la stessa Delmark Records fece uscire il disco su CD, contenente 17 brani.

## Tracce
Lato A
1. Night Train – 2:58 (Oscar Washington, Lewis C. Simpkins, Jimmy Forrest) – Registrato il 27 novembre 1951 a Chicago, Illinois[1]
2. Blue Groove – 3:05 (Jimmy Forrest) – Registrato il 30 marzo 1952
3. Bolo Blues – 3:14 (Jimmy Forrest) – Registrato il 27 novembre 1951 a Chicago, Illinois
4. Flight 3D – 3:10 (Jimmy Forrest) – Registrato il 7 settembre 1953
5. Mr. Goodbeat – 2:40 (Marion Miller, Bob Reagan) – Registrato il 3 febbraio 1953
6. Swinging and Rocking – 2:33 (Jimmy Forrest) – Registrato il 27 novembre 1951 a Chicago, Illinois

Durata totale: 17:40
Lato B
1. Hey, Mrs. Jones – 2:55 (Jimmy Forrest, Bob Reagan) – Registrato il 30 marzo 1952
2. Coach 13 – 2:22 – Registrato il 27 novembre 1951 a Chicago, Illinois
3. Mrs. Jones' Daughter – 2:53 – Registrato il 3 febbraio 1953
4. There'll Be No Other You – 3:09 – Registrato il 30 marzo 1952
5. Song of the Wanderer – 2:12 – Registrato il 30 marzo 1952
6. Big Dip – 2:43 (Jimmy Forrest) – Registrato il 30 marzo 1952

Durata totale: 16:14
Edizione CD del 1990, pubblicato dalla Delmark Records (DD-435)
1. Night Train – 2:58 (Oscar Washington, Lewis C. Simpkins, Jimmy Forrest) – Registrato il 27 novembre 1951 a Chicago, Illinois
2. Calling Dr. Jazz – 3:05 (Eddie Lockjaw Davis) – Registrato il 7 settembre 1953
3. Sophisticated Lady – 3:00 (Duke Ellington) – Registrato il 30 marzo 1952
4. Swingin' and Rockin' – 2:33 – Registrato il 27 novembre 1951 a Chicago, Illinois
5. Bolo Blues – 3:14 (Jimmy Forrest) – Registrato il 27 novembre 1951 a Chicago, Illinois
6. Mister Goodbeat – 2:40 (Marion Miller, Bob Reagan) – Registrato il 3 febbraio 1953
7. Flight 3-D – 3:10 (Jimmy Forrest) – Registrato il 7 settembre 1953
8. Hey Mrs. Jones – 2:55 (Jimmy Forrest, Bob Reagan) – Registrato il 30 marzo 1952
9. My Buddy – 3:10 (Kahn, Donaldson) – Registrato il 30 marzo 1952
10. Song of the Wanderer – 2:12 – Registrato il 30 marzo 1952
11. Blue Groove – 3:08 (Jimmy Forrest) – Registrato il 30 marzo 1952
12. Big Dip – 2:43 (Jimmy Forrest) – Registrato il 30 marzo 1952
13. Begin the Beguine – 2:57 – Registrato il 3 febbraio 1953
14. There Will Never Be Another You – 3:09 – Registrato il 30 marzo 1952
15. Coach 13 – 2:22 – Registrato il 27 novembre 1951 a Chicago, Illinois
16. Dig Those Feet – 2:47 – Registrato il 3 febbraio 1953
17. Mrs. Jones' Daughter – 2:53 (Marion Miller, Bob Reagan) – Registrato il 3 febbraio 1953

Durata totale: 48:56
- Brani: My Buddy / Begin the Beguine / Dig Those Feet / Mrs. Jones' Daughter, inediti.

## Musicisti
Night Train / Swinging and Rocking / Bolo Blues / Coach 13
- Jimmy Forrest - sassofono tenore
- Bunny Parker - pianoforte
- Johnny Mixon - contrabbasso
- Oscar Oldham - batteria
- Percy James - congas, bongos

Calling Dr. Jazz / Flight 3-D
- Jimmy Forrest - sassofono tenore
- (possibile) Charles Fox - pianoforte
- Bart Dabney - trombone
- Johnny Mixon - contrabbasso
- Sconosciuto - batteria

Sophisticated Lady / Hey, Mrs. Jones / My Buddy / Song of the Wanderer / Blue Groove / Big Dip / There Will Never Be Another You
- Jimmy Forrest - sassofono tenore
- Chauncey Locke - tromba
- Bunky Parker - pianoforte
- Johnny Mixon - contrabbasso
- Oscar Oldham - batteria
- Bob Reagen - congas, bongos

Mister Goodbeat / Begin the Beguine / Dig Those Feet / Mrs. Jones' Daughter
- Jimmy Forrest - sassofono tenore
- Chauncey Locke - tromba
- Charles Fox - pianoforte
- (possibile) Herschel Harris - contrabbasso
- Oscar Oldham - batteria
- (possibile) Bob Reagen - congas, bongos[2]